# Cylisticus urartuensis
Cylisticus urartuensis är en kräftdjursart som beskrevs av Borutzkii 1961. Cylisticus urartuensis ingår i släktet Cylisticus och familjen Cylisticidae. Inga underarter finns listade i Catalogue of Life.